# Avoca (Minnesota)
Avoca es una ciudad ubicada en el condado de Murray en el estado estadounidense de Minnesota. En el Censo de 2010 tenía una población de 147 habitantes y una densidad poblacional de 48,55 personas por km².

## Geografía
Avoca se encuentra ubicada en las coordenadas 43°56′56″N 95°38′48″O / 43.94889, -95.64667. Según la Oficina del Censo de los Estados Unidos, Avoca tiene una superficie total de 3.03 km², de la cual 2.5 km² corresponden a tierra firme y (17.45%) 0.53 km² es agua.

## Demografía
Según el censo de 2010, había 147 personas residiendo en Avoca. La densidad de población era de 48,55 hab./km². De los 147 habitantes, Avoca estaba compuesto por el 93.2% blancos, el 0% eran afroamericanos, el 0% eran amerindios, el 0% eran asiáticos, el 0% eran isleños del Pacífico, el 2.04% eran de otras razas y el 4.76% pertenecían a dos o más razas. Del total de la población el 5.44% eran hispanos o latinos de cualquier raza.